# Elasmus madagascariensis
Elasmus madagascariensis är en stekelart som beskrevs av Jean Risbec 1960. Elasmus madagascariensis ingår i släktet Elasmus och familjen finglanssteklar.
Artens utbredningsområde är Madagaskar. Inga underarter finns listade i Catalogue of Life.